# Rudolf Guthoff
Rudolf Friedrich Guthoff (* 18. Februar 1948 in Ingelheim am Rhein) ist ein deutscher Augenarzt. Er war von 1992 bis 2014 Lehrstuhlinhaber für Augenheilkunde an der Universität Rostock.

## Leben und Werk
Rudolf Guthoff wurde am 18. Februar 1948 in Ingelheim am Rhein geboren, seine Eltern waren Elisabeth und Friedrich Guthoff. Nach seinem Abitur 1967 in Ingelheim studierte er an der Universität Frankfurt am Main Humanmedizin, das medizinische Staatsexamen absolvierte er 1974. Im selben Jahr wurde er zum Dr. med. promoviert.
Nach einem Jahr als Assistent an der dortigen Universitäts-Augenklinik absolvierte er seinen Pflichtwehrdienst als Stabsarzt. Von 1977 bis 1985 war er wissenschaftlicher Assistent an der Augenklinik der Universität Hamburg, 1983 unterbrochen durch eine sechsmonatige Tätigkeit als Gastwissenschaftler (Fellowship) am Moorfields Eye Hospital (University College London). 1985 wurde er mit einer Arbeit über den Stellenwert der Ultraschalldiagnostik in der Augenheilkunde habilitiert. Im gleichen Jahr wurde er an der Hamburger Universitäts-Augenklinik zum Oberarzt befördert, 1991 wurde er außerplanmäßiger Professor.
Im März 1992 folgte er dem Ruf auf den Lehrstuhl für Augenheilkunde an der Universität Rostock, den er bis 2014 innehatte.  In den Jahren 2000 bis 2004 war er Dekan der Medizinischen Fakultät. Seit 2016 leitet er als Seniorprofessor eine Arbeitsgruppe an der Universität Rostock.
Rudolf Guthoffs wissenschaftliche Arbeitsgebiete sind die Bildgebende Diagnostik in der Augenheilkunde, Erkrankungen der Orbita (knöchernen Augenhöhle), Ophthalmoonkologie (Krebserkrankungen im Augenbereich), biomechanische Aspekte der Akkommodation und der Intraokularlinse sowie die Glaukomforschung.

## Engagement in Afrika
Rudolf Guthoff baute in Kinshasa eine augenärztliche Klinik auf. Auch mehrere Oberärzte der Rostocker Klinik beteiligten sich an den Einsätzen in Afrika. Zudem ermöglichte er die Aus- und Weiterbildung afrikanischer Augenärztinnen und Augenärzte in Rostock.

## Ehrungen
Er ist seit 2005 Mitglied der Leopoldina und wurde dort 2011 zum Obmann und stellvertretenden Senator gewählt.
Der Deutsche Hochschulverband zeichnete Rudolf Guthoff als Hochschullehrer des Jahres 2006 aus.